# Africa Sports (basket-ball)
Pour le club omnisports, voir Africa Sports.
Maillots
L'Africa Sports est un club ivoirien de basket-ball basé à Abidjan. C'est l'une des sections du club omnisports d'Africa Sports.

## Équipe masculine
- Adamu Musa
- Ekemezié Nnamdi Paul
- Bodji Yédoh Marcelin
- Amon Kablan Ange
- Bayala Jean Paul
- Mokemo Gaston
- Tiené Ange
- Ouattara Zawari
- Gbogbou Franck-Jaurès
- Gohi Bi Goueti Parfait
- Kraidy Jean Philippe
- Esmel Ibne Henri
- Behinan Stéphane Alain
- N'guetta Kossi Pierre Émile
- Alpha Yaya Ouattara

## Équipe féminine
- Kouame Amenan Patricia
- Kouame Akissi Natacha
- Traore Adjaratou
- Koua Flématou
- Animan Yaba Odette
- Coulibaly Adidjatou
- Gballou Koyorohon Anne-Danielle
- Ouattara Habibatou
- Bassi Annin Tatiana Sandrine
- Fanhi Valérie
- Bamba Bintou

## Joueurs célèbres ou marquants
- Jean-Marc Kraidy